# Wierchowina (osiedle)
Wierchowina, Żabie (ukr. Верховина, Werchowyna) – osiedle typu miejskiego na Ukrainie, w obwodzie iwanofrankowskim, siedziba administracyjna rejonu wierchowińskiego. Położone jest nad Czarnym Czeremoszem (dopływem Prutu), u podnóża pasma Czarnohory, 30 kilometrów na południowy zachód od Kosowa. W 2020 osiedle liczyło 5812 mieszkańców, dla porównania spis powszechny w 2001 zanotował ich 5412.
Do 1962 roku miejscowość nosiła nazwę Żabie (ukr. Жаб'є, Żabje).

## Przynależność terytorialna
- Do roku 1340 w Księstwie Halickim.
- 1340–1772 w Królestwie Polskim (ziemi halickiej, województwa ruskiego).
- 1772–1918 w Królestwie Galicji i Lodomerii w Cesarstwie Austriackim. W tym okresie w Żabiu było 1204 mieszkańców według spisu ludności z 1857.
- listopad 1918–22 stycznia 1919 w Zachodnioukraińskiej Republice Ludowej.
- 22 stycznia 1919–maj 1919 w Ukraińskiej Republice Ludowej.
- 1919–1939, w czasach II Rzeczypospolitej, w powiecie kosowskim (od 1920 województwa stanisławowskiego).

## Historia

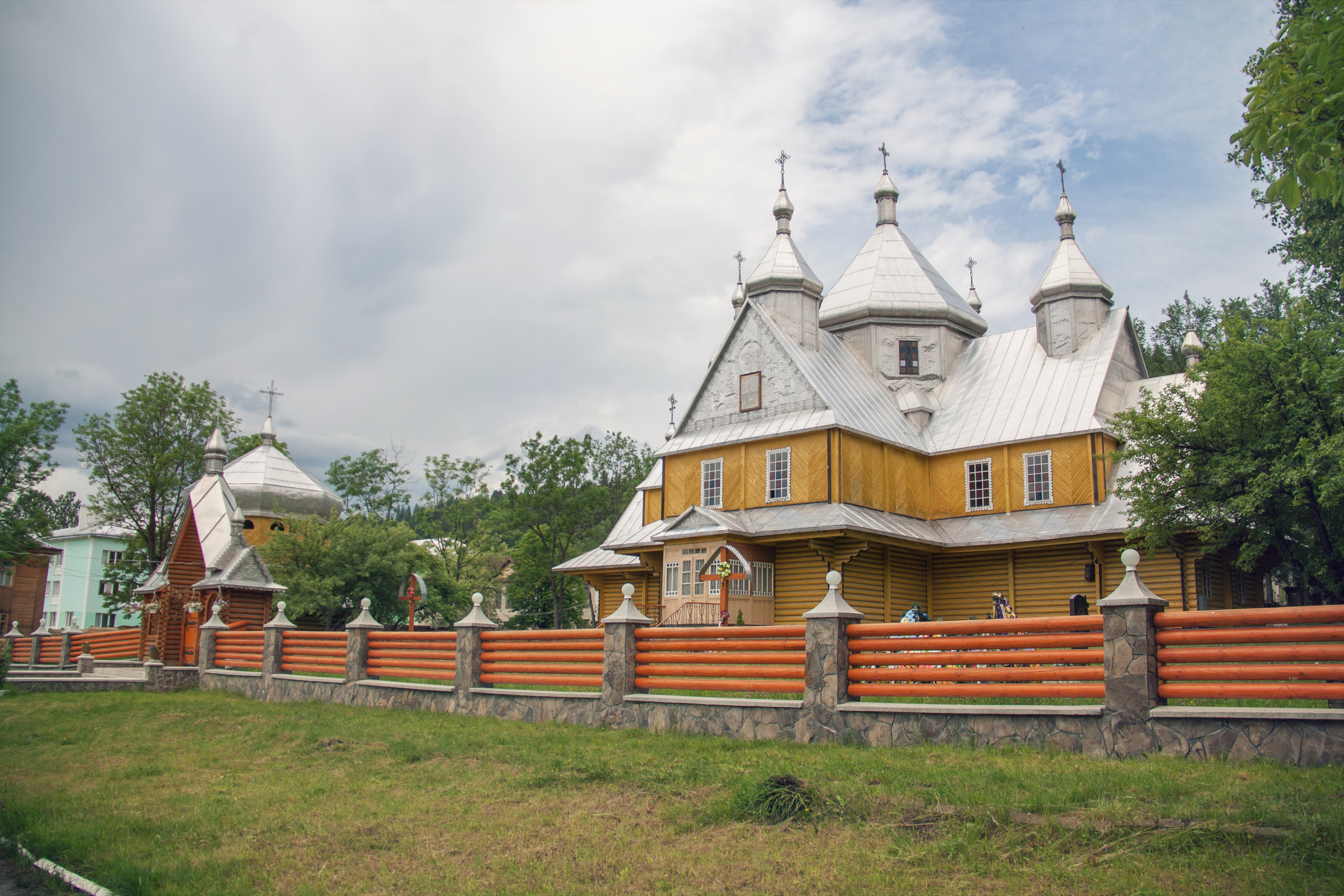
Cerkiew Zaśnięcia Matki Bożej (Kościół Prawosławny Ukrainy)

Miejscowość wzmiankowana była w 1424 roku.
W II Rzeczypospolitej była siedzibą gminy wiejskiej Żabie w powiecie kosowskim województwa stanisławowskiego. Była to obszarowo największa gmina w II Rzeczypospolitej. Także samo Żabie było największą wiejską miejscowością całego woj. stanisławowskiego, a także największą miejscowością powiatu kosowskiego (8188 mieszk. w 1921), przewyższając miasta Kuty (5504) i Kosów (4234). Żabie było także dziewiątą (rok 1921) największą miejscowością woj. stanisławowskiego (łącznie z miastami) w II RP.
Miejscowość dzieliła się na części Żabie–Ilcia (na zachodzie) i Żabie–Słupejka (na wschodzie). Ukraińcy stanowili 90% ogółu mieszkańców, Żydzi około 9%. W mieście mieszkało też kilkudziesięciu Polaków.
W okresie międzywojennym w Polsce Żabie znane było jako miejscowość letniskowa i zdrojowa (źródła mineralne), ośrodek turystyki, huculskiego rzemiosła artystycznego (przed wojną mieściło się tutaj muzeum huculskie) i hodowli koni huculskich. Maciej Bogusz Stęczyński (polski podróżnik i rysownik) w 1848 stworzył serię rysunków i akwarel poświęconych okolicom Żabiego, jak i samej miejscowości, opisał je też później w poemacie Karpaty. W latach 30. funkcjonowała Państwowa Wysokogórska Szkota Rolnicza w Żabiem. 
W październiku 1941 roku, w czasie okupacji niemieckiej, mieszkające tutaj ukraińskie małżeństwo, Jurij i Paraskowija Koczukowie, przez dwa dni podczas antyżydowskiej "akcji" w getcie udzielało w swoim domu schronienia sześcioosobowej żydowskiej rodzinie Gertnerów, za co w 1999 roku Instytut Jad Waszem uhonorował je tytułami Sprawiedliwych wśród Narodów Świata.
W latach 1943–1945 nacjonaliści ukraińscy z OUN-UPA zamordowali 50 Polaków.

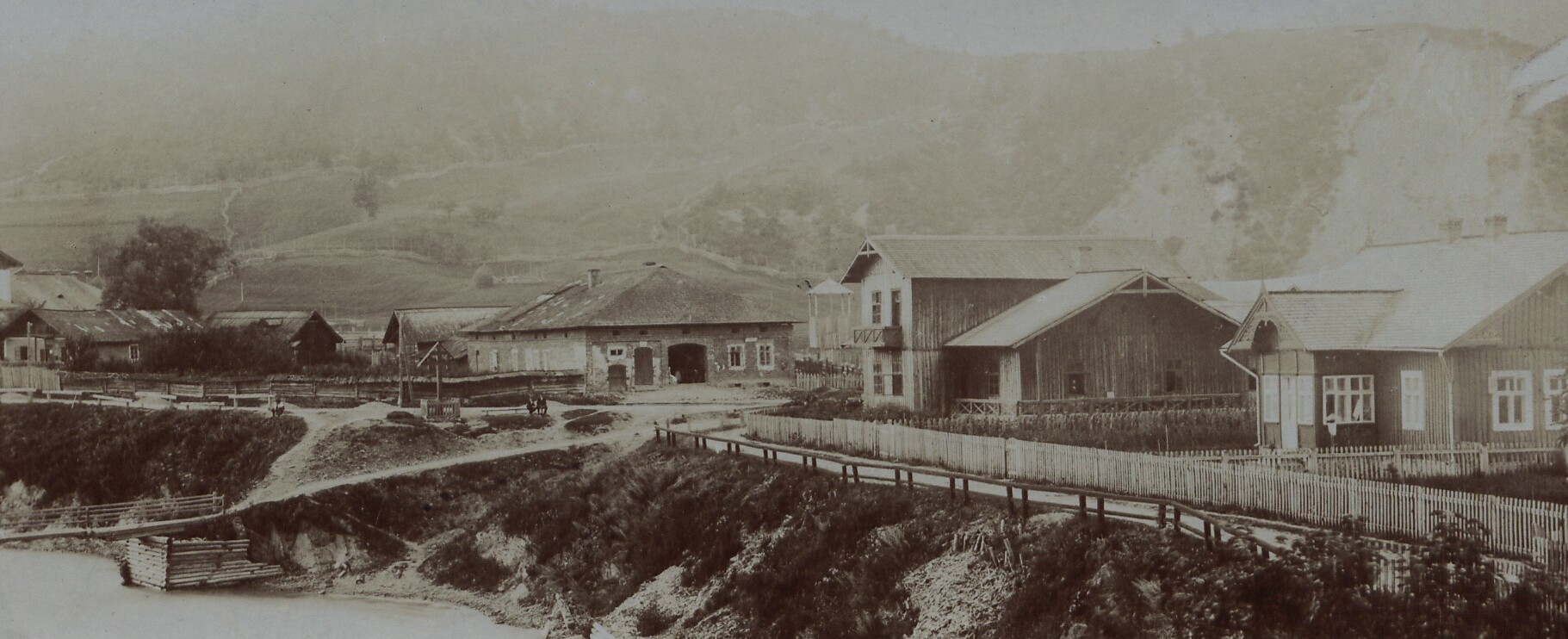
Widok miejscowości przed 1914
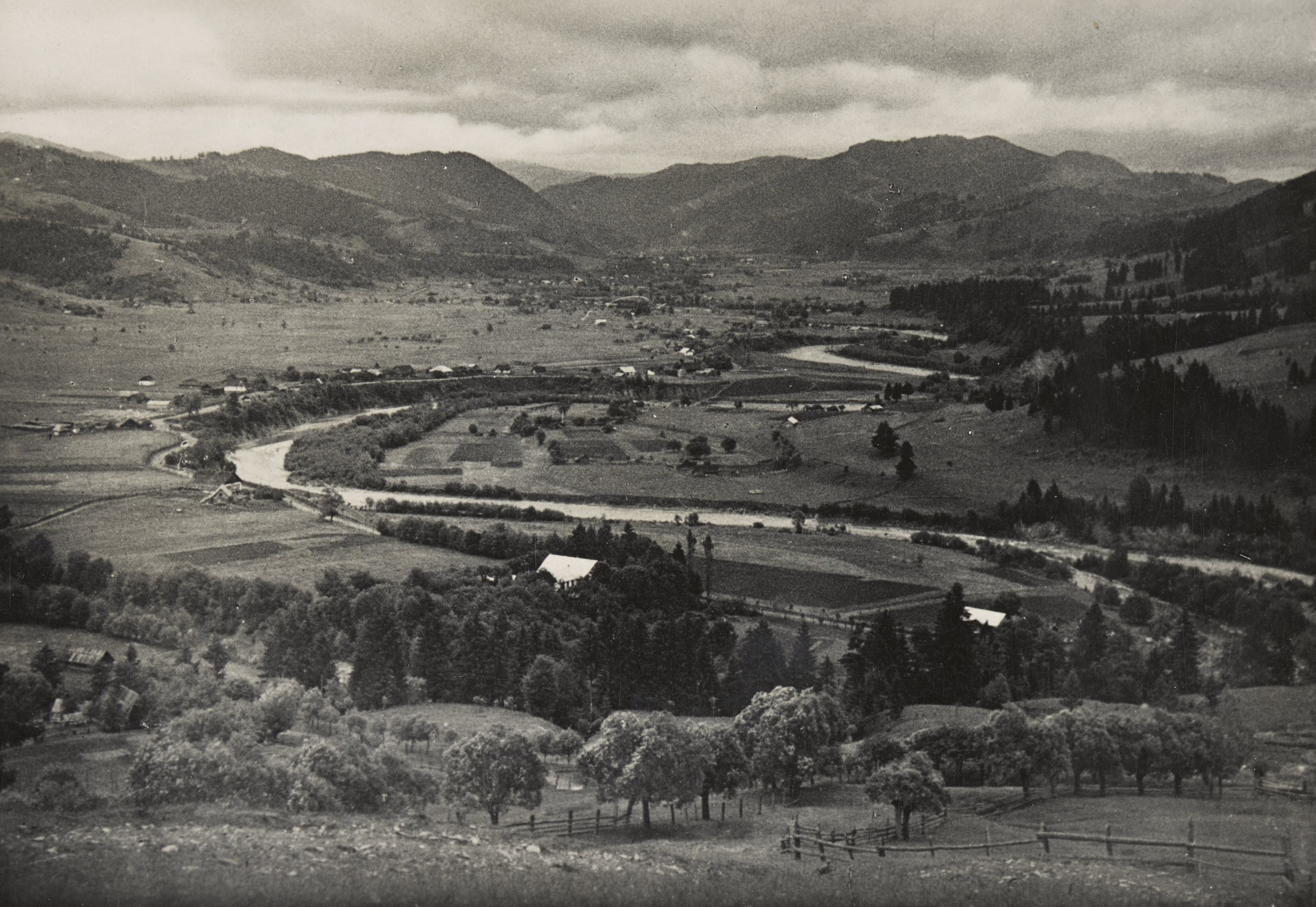
Widok ogólny miejscowości w 1939
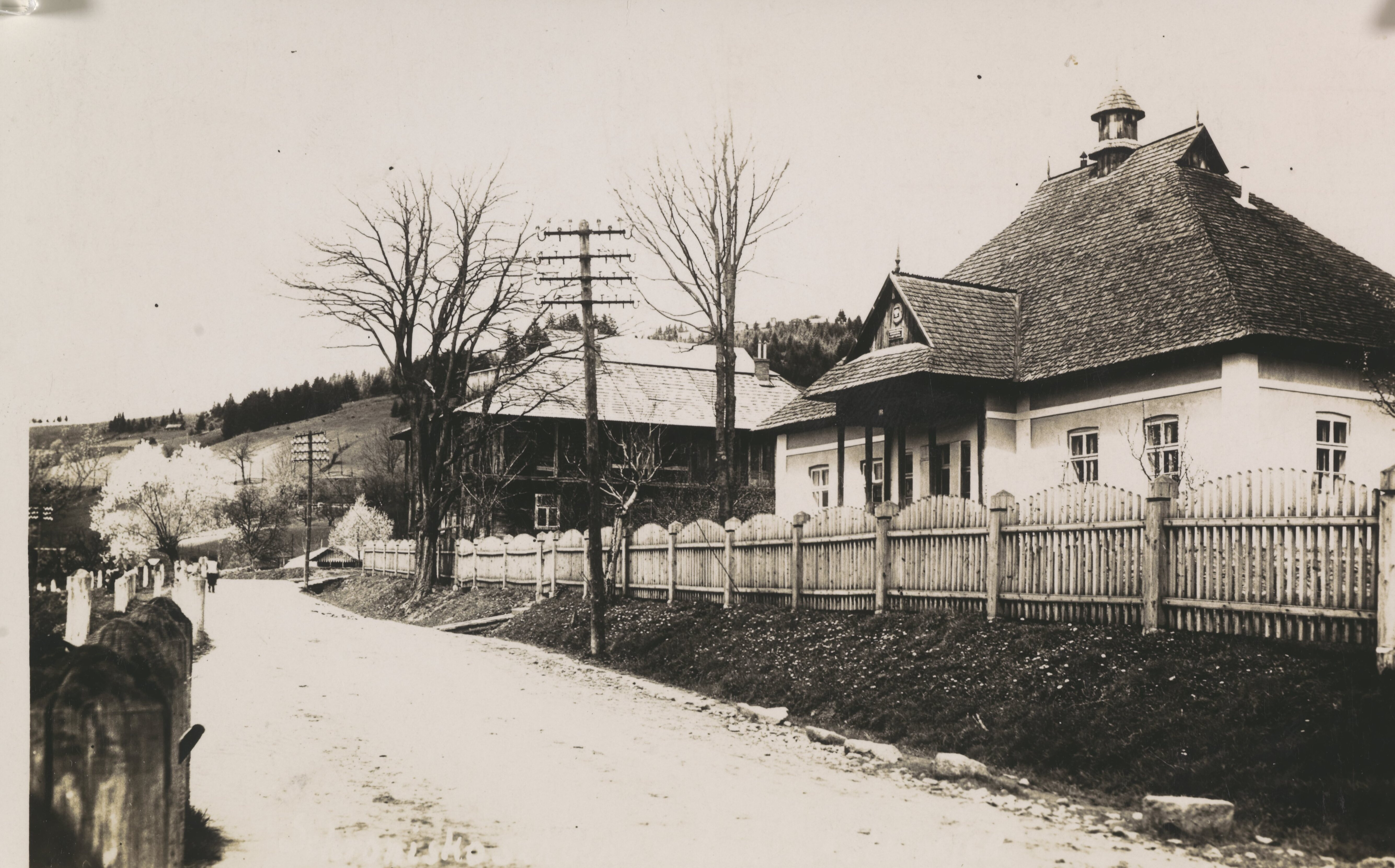
Zabudowania przy drodze
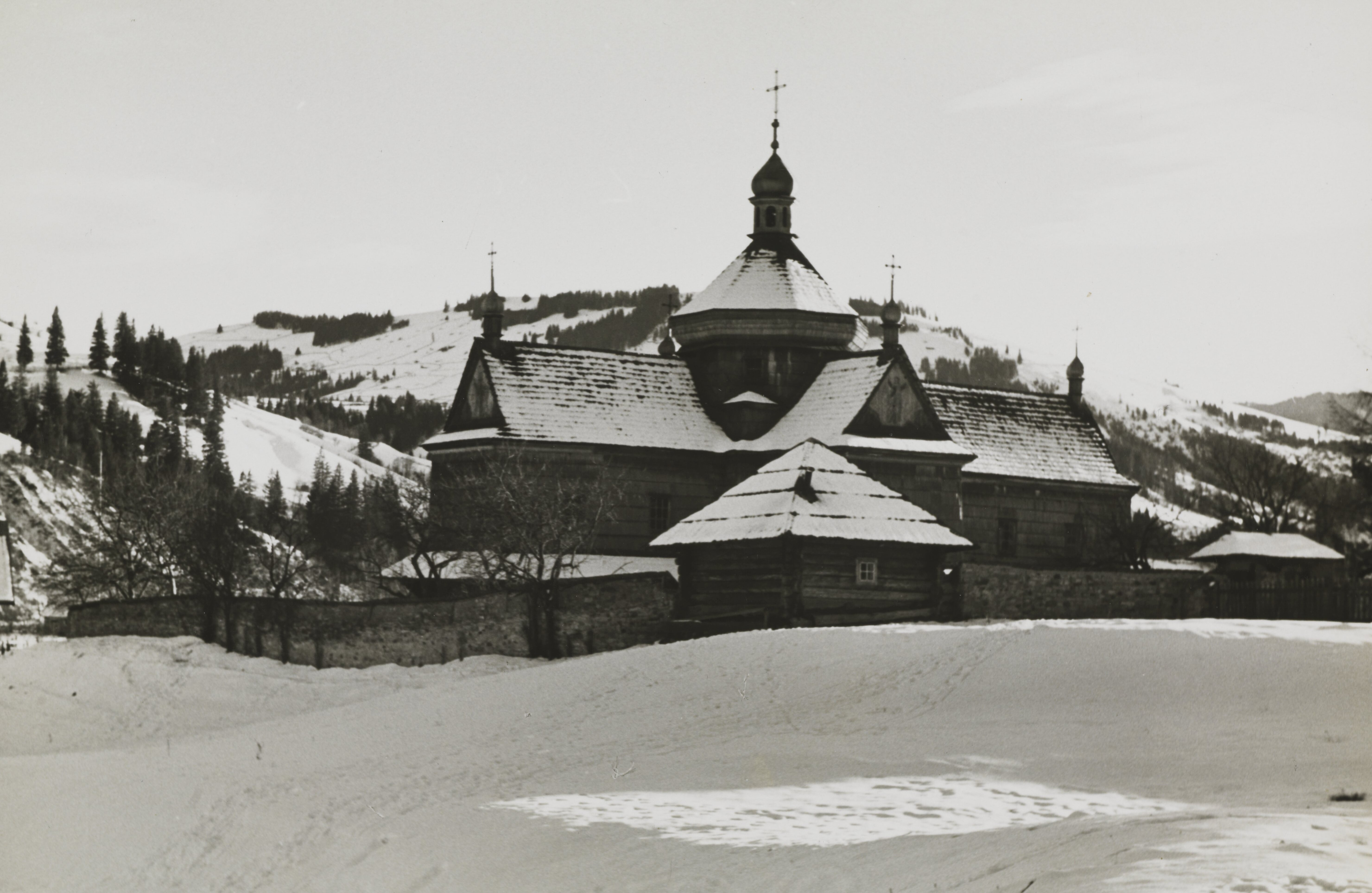
Cerkiew
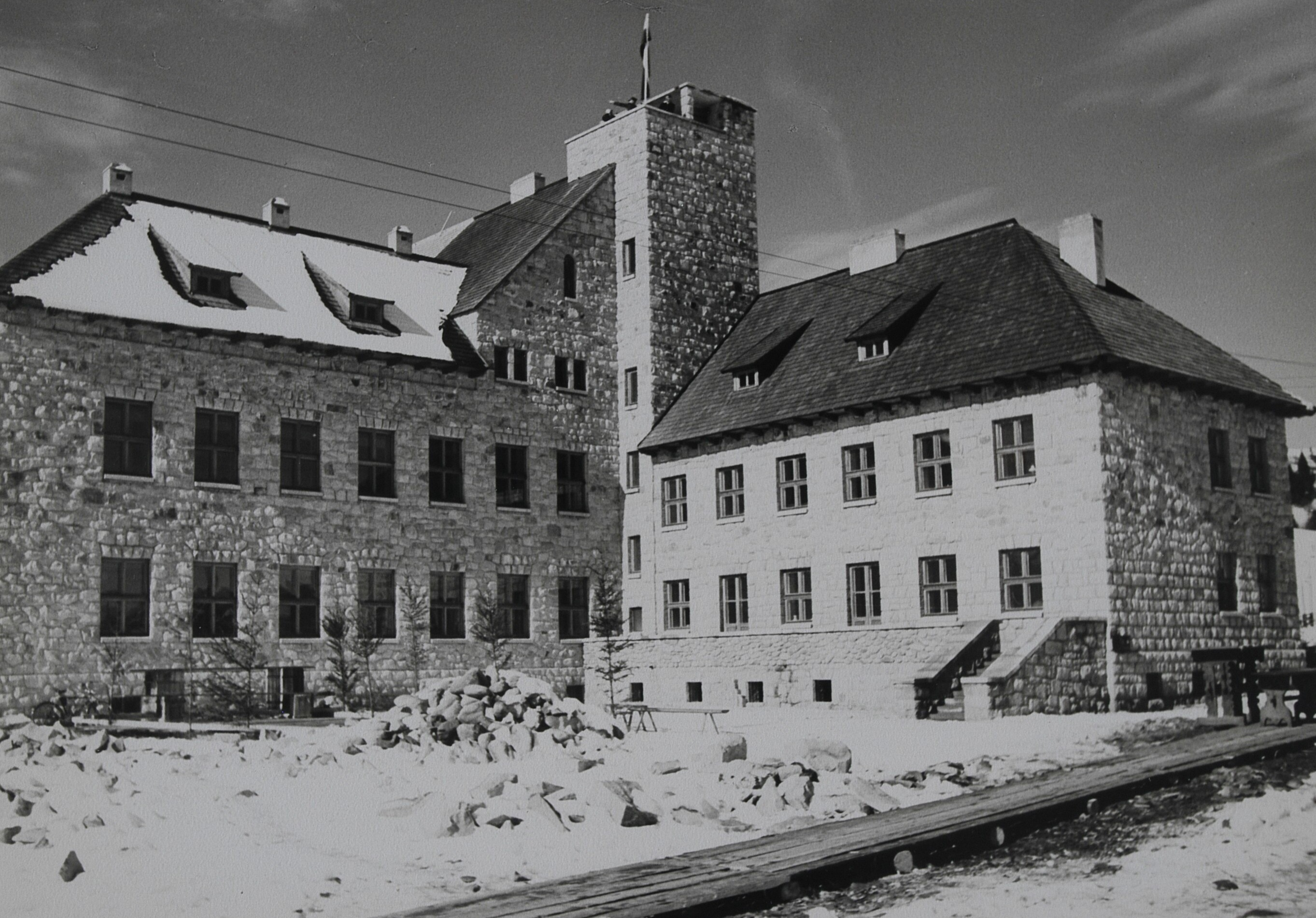
Gmach Muzeum Huculskiego
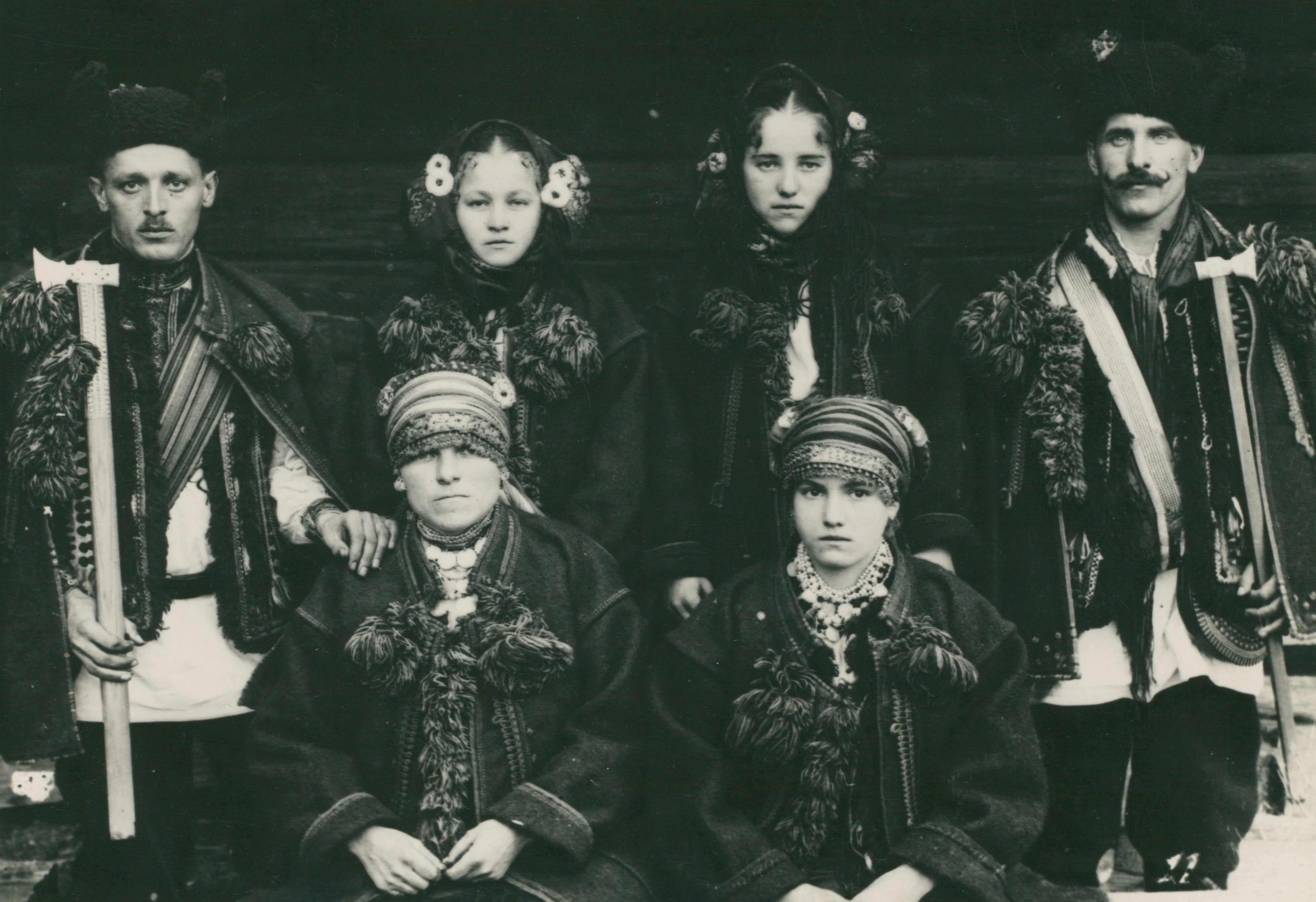
Huculi z Żabiego
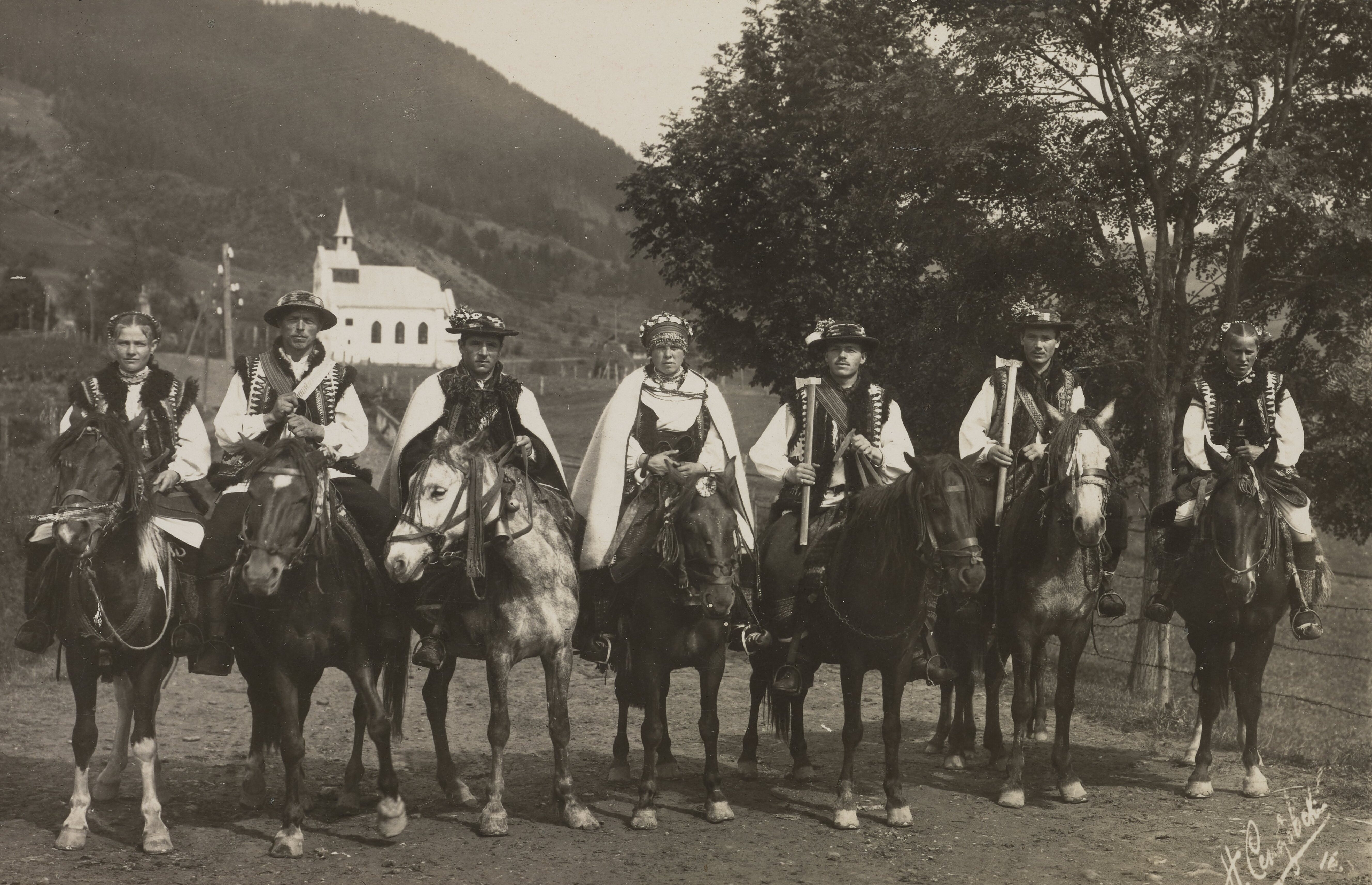
Orszak huculski
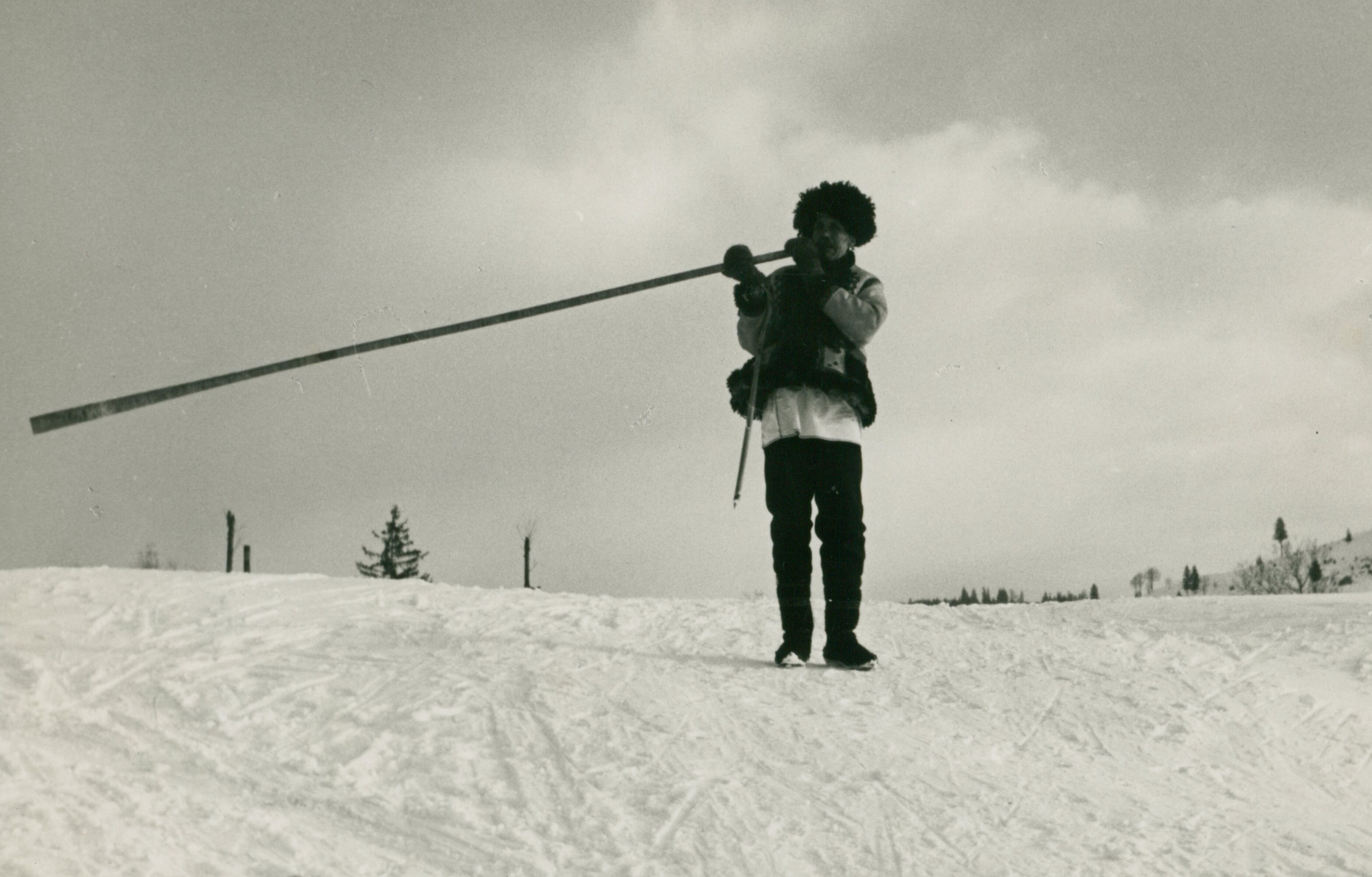
Hucuł Petro Chomyn grający na trombicie

## Osadnictwo
- Huculi
- Huculszczyzna